# コンスタンチン・カファフォフ
コンスタンチン・ドミートリエヴィッチ・カファフォフ（ロシア語: Константин Дмитриевич Кафафов、1863年7月1日 - 1931年）は、ロシア帝国の警察官僚、検察官。警察部長。

## 経歴
七等文官の息子。ペテルブルク大学法学部を卒業。
- 1888年 - 元老院第5部官房
- 1903年 - エレツク管区裁判所検事
- 1904年 - オリョール管区裁判所検事
- 1906年 - モスクワ司法院議員
- 1912年4月 - 警察部副部長
- 1915年11月 - 警察部長代行
- 1916年3月 -  警察部副部長のまま、内務相会議議員に任命
- 1917年 - ロシア革命後に亡命
- 1931年 - ユーゴスラビアで死去

| スタブアイコン | サブスタブ | この項目は、まだ閲覧者の調べものの参照としては役立たない、人物に関連した書きかけの項目です。この項目を加筆・訂正などしてくださる協力者を求めています（P:人物伝/PJ:人物伝）。 |